# Орден Астешког орла
Орден Астешког орла (шпански језик: Orden Mexicana del Águila Azteca) чини дио мексичког система почасти и највиши мексички ред који се додјељује странцима у Мексику за истакнуте услуге пружене мексичкој нацији или човјечанству и као реципроцитет другим разликама које се у иностранству додјељују мексичким јавним службеницима. 

## Историјат
Створен је декретом 29. децембра 1933. године од стране председника Абеларда Л. Родригеза као награду за услуге које странци пружају Мексику или човјечанству. То одговара сличним орденима који се дају мексичким грађанима, као што су Орден Мигуел Хидалго или Медаља части Белисарио Домингез. Даје га канцеларија министра спољних послова по инструкцијама Савјета основаног у ту сврху на челу са предсједником. Његово именовање је дјелимично преузето из Царског орден мексичког орла, којег је створио Максимилијан I од Мексика 1. јануара 1865. године. 
У 2011. години спроведена је реформа реда, због чега је повећан број класа.

## Изглед ордена
Постоји одређена сличност дизајна реда са грбом Мексика, посебно златни орао који држи звечарку, која је повезана са астечком цивилизацијом. 
Трака ордена је од свиленог сатена, лимун-жуте боје.

## Степени

### Од 1933. до 2011. године
Највиши степен ордена је ланац са значком.
- Класа 1 – велики крст на траци на рамену и Звијезда.
- Класа 2 - значка ордена на врату траке и звијезда.
- Класа 3 – значка ордена на вратној траци.
- Класа 4 – значка ордена на прсној траци са розетом.
- Класа 5 – значка ордена на прсној траци.

| Степени ордена |        |           |               |             |              |
| Господин       | Официр | Командант | Велики официр | Велики крст | Трака ордена |
|                |        |           |               |             |              |
|                |        |           |               |             |              |

### Од 2011. године
- Огрлица ордена
- Велики крст посебне класе
- Велики крст
- Велики официр
- Командант
- Официр

| Степени ордена |           |               |             |                           |                |
| Официр         | Командант | Велики официр | Велики крст | Велики крст посебне класе | Огрлица ордена |
|                |           |               |             |                           |                |
|                |           |               |             |                           |                |

## Одликовани Срби
- Родољуб Чолаковић

## Галерија
- Легат Родољуба Чолаковића и Милице Зорић у Музеју Семберије у Бијељини
- Легат Родољуба Чолаковића и Милице Зорић у Музеју Семберије у Бијељини